# 丹尼尔·施拉格
丹尼尔·施拉格（德語：Daniel Schlager，1989年12月8日—）是一位德国足球裁判，现代表拉施塔特04执法。他自2018-19赛季起入选德甲联赛裁判名单。

## 生平
施拉格出生于拉施塔特。他在完成银行职员的职业培训后，目前在位于盖恩斯巴赫的拉施塔特-盖恩斯巴赫储蓄银行从事房地产融资领域的工作。
施拉格代表隶属于南巴登足球协会的拉施塔特04吹哨，并自2015年起获得德国足球总会的裁判资格。他在职业足球领域担任的首场执法是在2014-15赛季德丙首轮，由韦恩威斯巴登对阵多特蒙德二队的比赛。他自2016-17赛季起获得德乙联赛的执法权，并于2016年9月9日在厄尔士山奥厄对阵和睦不伦瑞克的比赛中首次亮相。他在2016-17赛季还首次参与了德国足协杯的执法，首场比赛是第一轮由维多利亚科隆对阵纽伦堡的比赛。
2018年5月29日，德国足总宣布自2018-19赛季，施拉格将连同罗伯特·施罗德一同入选德甲联赛裁判名单。他也因此成为继米夏埃尔·肯普特于2009-10赛季最后执法德甲联赛后，九年来首位重返德国足球顶级联赛的南巴登裁判。